# Liblice
Liblice (en allemand : Lieblitz) est une commune du district de Mělník, dans la région de Bohême-Centrale, en République tchèque. Sa population s'élevait à 495 habitants en 2020.

## Géographie
Liblice se trouve à 9 km à l'est-sud-est de Mělník et à 29 km au nord-nord-est de Prague.
La commune est limitée par Hostín au nord, par Byšice à l'est, par Čečelice au sud et par Malý Újezd à l'ouest.

## Histoire
La première mention écrite de la localité date de 1254.

## Patrimoine
Liblice possède un château baroque (1699-1706) conçu par Giovanni Battista Alliprandi pour le comte Arnošt Josef Pachta de Rájov (en allemand : Ernst Josef Pachta Freiherr von Rayhofen). Le château a d'abord servi, à partir de 1952, de centre de conférence et de loisirs de l'Académie tchécoslovaque des sciences.
Une opération de restauration, cofinancée par l'Union européenne et achevée en 2007, a transformé le château en un centre de conférence et d'éducation culturelle, un hôtel-château avec des restaurants et un centre de relaxation et de détente.